# Escut de Perpinyà
L'escut oficial de Perpinyà està format per un fons d'or amb quatre pals de gules (senyera reial) sobre les quals la imatge d'un Sant Joan Baptista aureolat, patró de la ciutat, que porta una túnica de pèl de camell amb un cinturó de cuir, duent a la mà dreta una creu daurada i amb el braç esquerre sostenint un xaiet d'argent.

El segon escut de la ciutat consta de dues torres d'or amb els merlets de plata sobre fons vermell, coronats amb una flor de lis també daurada.